# Данияров, Усман
Усман Данияров — советский хозяйственный, государственный и политический деятель, Герой Социалистического Труда.

## Биография
Родился в 1909 году в колхозе имени Молотова. Член КПСС.
С 1928 года — на хозяйственной, общественной и политической работе. В 1928—1970 гг. — комсомольский и советский работник в Шурчинском районе Сурхандарьинской области, участник Великой Отечественной войны, командир стрелкового взвода 671-го сп 221-й сд., участник советско-японской войны, заведующий отделом агитации и пропаганды Шурчинского райкома КП(б) Узбекистана, председатель исполкома Джар-Курганского совета депутатов трудящихся, председатель колхоза имени Молотова Шурчинского района Сурхан-Дарьинской области.
Указом Президиума Верховного Совета СССР от 11 января 1957 за выдающиеся успехи, достигнутые в деле развития советского хлопководства, широкое применение достижений науки и передового опыта в возделывании хлопчатника и получение высоких и устойчивых урожаев хлопка-сырцаприсвоено звание Героя Социалистического Труда с вручением ордена Ленина и золотой медали «Серп и Молот».
Избирался депутатом Верховного Совета Узбекской ССР 6-го и 7-го созывов.
Умер после 1985 года.